# Anatom
Anatom (également appelée Aneityum et Kiamu par les habitants des îles de la Loyauté) est une île de l’archipel du Vanuatu, province de Taféa, dans la mer de Corail. C’est l’île la plus au sud du pays (en excluant les îles Matthew et Hunter, qui appartiennent à la Nouvelle-Calédonie mais que le Vanuatu revendique).
Cette île volcanique est à moins de 70 km au sud-sud-est de Tanna.

## Géographie
Anatom a une forme ovale d’environ 17 × 12 km pour une superficie de 159,2 km2. Son point culminant est un volcan éteint de 852 m de haut. 
Ce volcan a explosé il y a une quinzaine d'années[Quand ?] et a détruit une bonne partie du centre de l'île. En 2009, elle était peuplée par 915 habitants.
L'île est constituée de deux cônes volcaniques, le mont Indéro (852 m, ouest) et le Nanawaréèz (804 m, est).

## Histoire
Il y a environ mille ans, une migration venue de North Cape, la seule partie de la Nouvelle-Zélande du Nord comportant un climat semi tropical qui accepte les ignames, les cannes à sucre et les bananiers, est partie vers le nord-ouest et a abouti sur Anatom, où elle s'est divisée en deux parties, l'une qui a poussé sur Éfaté, par Eromanga (Eromango est un mauvais nom) jusqu'aux îles Shepherds, où l'on rencontre une bonne part des groupes de descendance se réclamant d'elle, l'autre partie se déversant sur les îles de la Loyauté, puis plus lentement  sur la Grande Terre. Elle est à l'origine sur Lifou de la chefferie Sihaze de Wet, à Maré de la chefferie Naisseline, à Lifou aussi des deux branches de la chefferie Xetiwaan, dont celle d'Inangoj et Wasany a envoyé une expédition conquérir la chefferie de l'île des Pins. Sur la Grande Terre, les chefferies issues des Xetrixwaan sont celles de Touaourou, Canala, les Nejê sur la rive gauche de la rivière de Houaïlou, la chefferie Ketiwan à Bâ, les Cidopwaan à Touho et Koné, les Wabéalo de Koné, les Pwei à Poyes, les Tijit à Hienghène, Temala, Pouébo et Poum.
Les habitants semblent l'appeler Kiamou. L'industrie touristique la dénomme maintenant Mystery Island. Le nom d’Annatom (anecom) viendrait de Tanna. Le peuplement ancien a pu atteindre 6000 à 12000 individus.
Peter Dillon repère les possibilités de bois de santal en 1825. Dès 1844, John Paddon établit une station de commerce sur l'îlot d'Inyeung.
L'évangélisation à partir de 1848, avec les pasteurs fondamentalistes presbytériens John Geddie et John Inglis, transforme l'île en régime théocratique totalitaire (Atlas:100). Les maladies (variole, grippe, rougeole (1860)) et le blackbirding contribuent également à l'effondrement de la population, de 3563 vers 1850 à 710 en 1890, et 182 en 1932.
Au XIXe siècle, Anatom a été à la fois un centre missionnaire protestant pour la première conquête des îles par les Presbytériens, et le centre organisationnel du capitaine marchand Paddon, pour la répartition des efforts en vue de la collecte du bois de santal, son rassemblement et son exportation sur Canton. Les conflits entre les deux camps ont été nombreux.
La mission mariste s'installe provisoirement sur Anatom, après son départ forcé de Pouébo et de Balade en Nouvelle-Calédonie. Elle n'y a pas fait de prosélytisme, mais a établi des relations cordiales avec les presbytériens, et s'est signalée par l'édification d'un bâtiment métallique au sommet duquel trônait une caronade, ce qui, à l'époque, a quand même étonné.
La remontée de la population est récente : 227 habitants en 1967, 543 en 1989, 821 en 1999. Une centaine d'originaires de l'île vit à Port-Vila.

## Économie
L'unique piste de corail relie Anelgahoat et Oumetch. Des pistes relient Anamé et Port-Patrick. Le reste se compose de pistes forestières et de sentiers pédestres.
L'aérodrome d'Anatom se trouve sur l'îlot d'Inyeung.
L'agriculture vise l'autosubsistance, avec une culture irriguée ancienne du taro. La pêche est d'autoconsommation.
L'exploitation du santal puis du kaori a nettoyé l'île de ses arbres exportables. Depuis 1975, la plantation de pins redonne quelque espoir.
Le tourisme est peu développé, malgré quelques escales d'une journée de croisiéristes.

## Culture
Les habitants d’Anatom parlent l’anejom, une langue océanienne.